# 님펜부르크궁

님펜부르크 궁전의 전경

님펜부르크 궁전[Schloss Nymphenburg]은 독일의 바이에른주의 주도 뮌헨에 위치하고 있는, 옛 바이에른 왕국의 통치자였던 비텔스바흐 가문의 여름 별궁이다. 이름은 님프, 즉 그리스 신화에 나오는 "요정"에서 유래하였는데, 궁전 내부의 "요정들을 거느린 여신의 그림"에서 모티브를 얻었다.
바이에른의 선제후 페르디난트 마리아가 그의 아들 막시밀리안 2세 에마누엘(1662~1726)의 탄생을 기념하여 짓도록 한 건물로 처음에 지어질 때는 궁전이 아닌 이탈리아 식의 저택이었다. 18세기 초에 막시밀리안 2세 에마누엘은 지금 궁전의 중앙에 해당되는 5층 저택 주변에 네 개의 파빌리온(pavilion)을 더 짓고, 여러 개의 아케이드(arcade)로 이들을 중앙의 저택과 연결시켰다. 이 후 점차 궁전으로 개조되었다. 본궁인 레지덴츠 궁전과 함께 비텔스바흐 왕가의 대표적인 궁전이다.

## 루트비히 1세의 '미인의 갤러리'
미인의 갤러리(Schönheitgalerie)는 님펜부르크의 수많은 방들 중 하나로, 루트비히 1세(사진 속 인물)가 재위기간인 1825~1848년 사이에 온 나라의 여성들 중 미모가 뛰어나다고 소문이 난 여성들의 초상화를 그리게 해서 그 그림들을 걸어놓은 방이다. 모델들은 루트비히 1세가 국가의 재정을 파탄내면서까지 열렬히 사랑했던 롤라 몬테즈(Lola Montez)를 비롯하여, 공주나 귀부인, 상인의 딸, 심지어 무희까지 여러 계층의 여성이었다.
이 초상화들은 모두 한 화가가 그렸는데, 베토벤의 초상화를 그렸던 화가인 슈틸러(1781~1858)이다.

## 님펜부르크 궁전 정원과 별채들

님펜부르크 궁전의 정원 전경

님펜부르크 궁전 안에는 거대한 대운하가 남북으로 이어져 있는데, 그 대운하의 양 옆으로 큰 정원이 자리잡고 있다. 그 정원들 곳곳에 궁전의 별채들이 세워져 있다.
막달레넨클라우제(Magdalenenklause)는 1725년에 착공된 건물로 막시밀리안 2세 에마누엘이 기도를 드리기 위해 지은 건물이다. 동굴예배당과, 대기실, 식당, 기도실 등 총 6개의 방으로 이루어져 있다.
파고덴부르크(Pagodenburg)는 파고덴부르크 호수 북쪽에 자리잡은 별채로 1층과 2층의 방으로 이루어져 있다. 내부 장식이 중국풍으로 방의 이름도 각각, Chinese Cabinet과 Chinese Salon이다.
바덴부르크(Badenburg)는 1717~1722년에 걸쳐 세워진 별채로 막시밀리안 2세 에마누엘이 목욕탕의 용도로 지은 건물이다. 연회장, 침실, 캐비넷, 클러크룸, 대기실 등 총 6개의 방으로 이루어진 이 별채 역시 중국풍 벽지로 장식되어 있다. 뛰어난 난방장치를 갖추어 뜨거운 물을 사용할 수도 있었다.
아말리엔부르크(Amalienburg)는 숲 사이에 자리잡은 별채로 1734~1739년에 수렵용 별채로 지어졌다. 사냥개의 방, 사냥의 방, 꿩의 방, 휴게실, 부엌 등 총 8개로 이루어진 방 중 가장 호화로운 곳은 무도회장 겸 연회장으로 이용된 '거울의 방'이다. 돔형으로 이루어진 이 방의 모든 벽면은 수 많은 거울들로 장식되어 있다.
모놉테로스(Monopteros)는 님펜부르크 궁전의 별채들 중 가장 마지막에 지어진 곳으로 로마 신전의 모습을 갖추고 있다.

## 님펜부르크자기
님펜부르크자기[Nymphenburg porcelain]는 님펜부르크 궁전 내에 위치한 자기제작소(Porcelain Manufactory)에서 만들어진다. 1753년 처음으로 제작되었다. 자기제작소는 1747년에 막시밀리안 3세 요제프(1727-1777)가 뮌헨 교외의 노이데크 성(城)에 세운 자기공장이 시초로, 1761년 현재의 님펜부르크 궁전 내로 옮겨졌다.
1751~1763년 사이에 프란츠 안톤 부스텔리가 로코코(Rococo, 독일표기명은 Rokoko)미술을 이용하여 문양을 만들었고 그 뒤를 이어 도미니쿠스 아울리체크는 자기에 신고전주의양식을 접목시켰으며, 사냥꾼 무리와 동물상(象)을 만들었다. 1797년 요한 페터 멜히오르가 그 뒤를 이었다.
초기에는 식기, 꽃병 같은 경우에 독일에서 유명한 마이센 자기를 모방하였으나, 이후에는 꽃무늬장식을 주제로 하여 마이센 자기와는 다른 독자적인 방식의 작품을 만들어내고 있다.

## 로코코 양식
님펜부르크 궁전 양식인 로코코(Rococo, 독일표기명은 Rokoko)는 '정원을 꾸미는 데 사용한 동굴을 만드는 인공암'을 뜻하는 로카이유(Rocaille)에서 유래하였고, 건축, 조각, 회화, 공예 등 여러 가지 미술들의 양식을 지칭하는 단어이다. 18세기 유럽에서 유행했던 장식의 양식이다. 바로크(Baroque)양식의 다음 단계이며, 신고전주의양식의 이전 단계이다.
우아하고 경쾌하며, S자의 곡선을 사용하고 비상칭적이고, 이국적인, 특히 중국의 풍취를 뜻하는 신와저리(Chinoiserie)가 돋보인다.
님펜부르크 궁전을 비롯해, 대표적인 로코코 양식의 건축물은 들라메르(Pierre-Alexis Delamair, 1676-1745)가 1709년에 완성한 오텔 드 수비즈(Hôtel de Soubise), 기존 바로크양식이던 베르사유 궁전(Chateau de Versailles)에 추가된 새로운 방들, 크노벨스도르프(Georg Wenzeslaus von Knobelsdorff)가 1747년에 완성한 '걱정 근심 없는'이라는 뜻인 상수시 궁전(Schloss Sanssouci)등이 있다.

## 관람

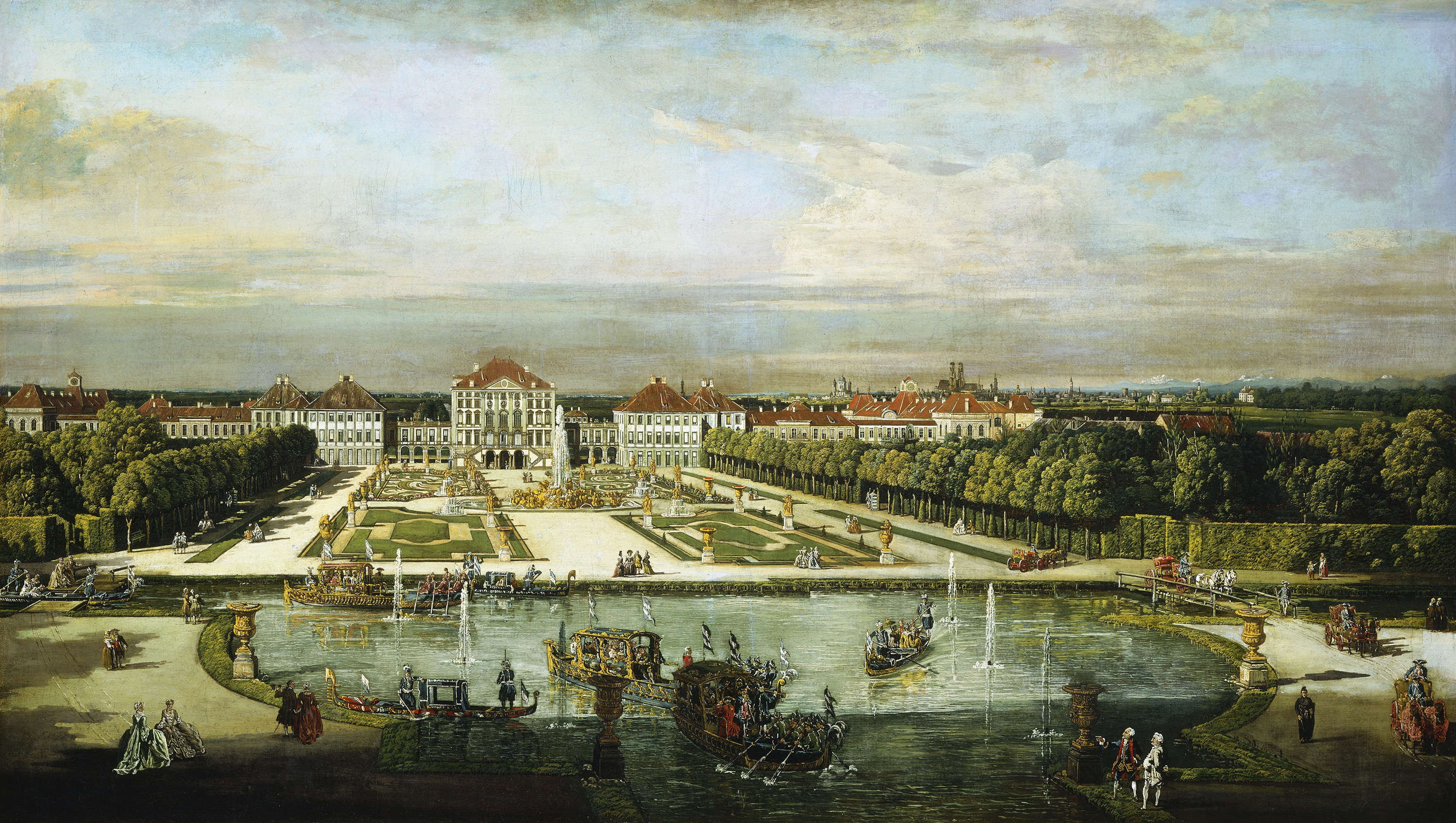
'뮌헨 풍경, 서쪽에서 바라본 님펜부르크 궁' 1761년 일 카날레토 作

궁전 건물 내부 관람료로는 성인 6유로, 학생 5유로이다. (별채 관람료는 별도 지불) 개장시간은 4월 ~ 10월 15일 매일 09:00 ~ 18:00이며, 10월 16일 이후는 (이듬해) 3월 매일 10:00 ~ 16:00이다.